# Nama-Vorlandbecken
Das Nama-Vorlandbecken ist in der regionalen Geologie Südwestafrikas ein intra-kontinentales Vorlandbecken (englisch Foreland basin) im Nordwesten des Kalahari-Kratons. Es entwickelte sich während der tektonischen Konvergenzphasen der Kratone Kongo-São Francisco (abgekürzt Kongo-SF) und Kalahari. Dieses Becken nahm über lange Zeit mächtige Sedimentablagerungen auf.
Diese Vorgänge stehen im Zusammenhang mit dem Zerfall des Superkontinents Rodinia und der Neubildung des Großkontinents Gondwana, die u. a. zur Bildung des Damara-Gürtels und des Gariep-Gürtels führten.
Die Evolution des Nama-Vorlandbeckens erfolgte vor etwa 600 Millionen Jahren. Die sedimentären Hauptphasen erstreckten sich über einen Zeitraum von 570 bis 510 Millionen Jahren, abgekürzt mya, statt.

## Namensherkunft
Die Bezeichnung „Nama“ wurde 1885 von Adolf Schenck geprägt. Sie basiert auf den ursprünglichen Ausdruck „Namaqua-Schiefer, -Sandstein und -Kalkstein“ für die fast horizontal liegenden Schichten in zentralen und südlichen Teilen des ehemaligen Deutsch-Südwestafrikas. Dieser Ausdruck wurde später auf „Namaqua“ und schließlich noch kürzer auf „Nama“ verkürzt (vgl. zur Namensherkunft: Nama).
Die sedimentäre Nama-Gruppe (engl. Nama Group) (siehe → Sedimentäre Nama-Gruppe) wurde nach mehrfachen Änderungen und Mitwirkung verschiedener Autoren die Bezeichnung und die lithostratigraphische Gliederung von G. J. B. Germs 1983 festgelegt.

## Lage und Ausdehnung

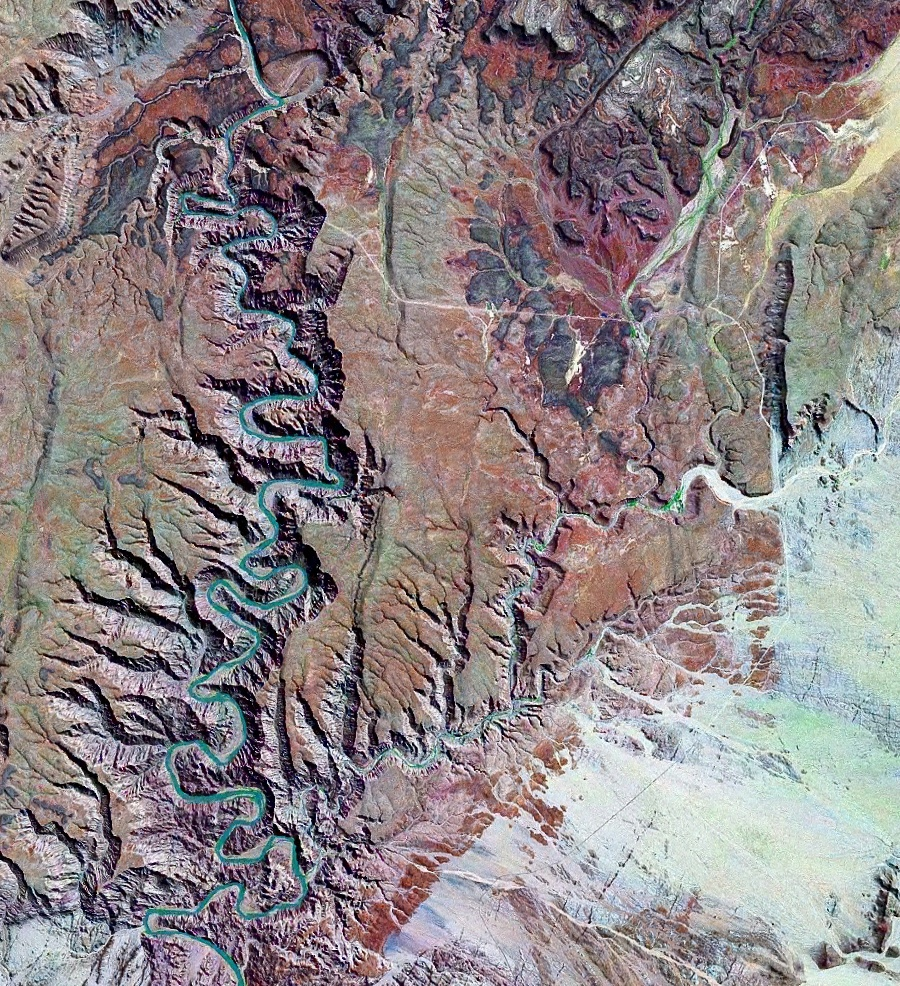
Satellitenbild des Fischfluss-Canyons und der Hunsberge, Namibia

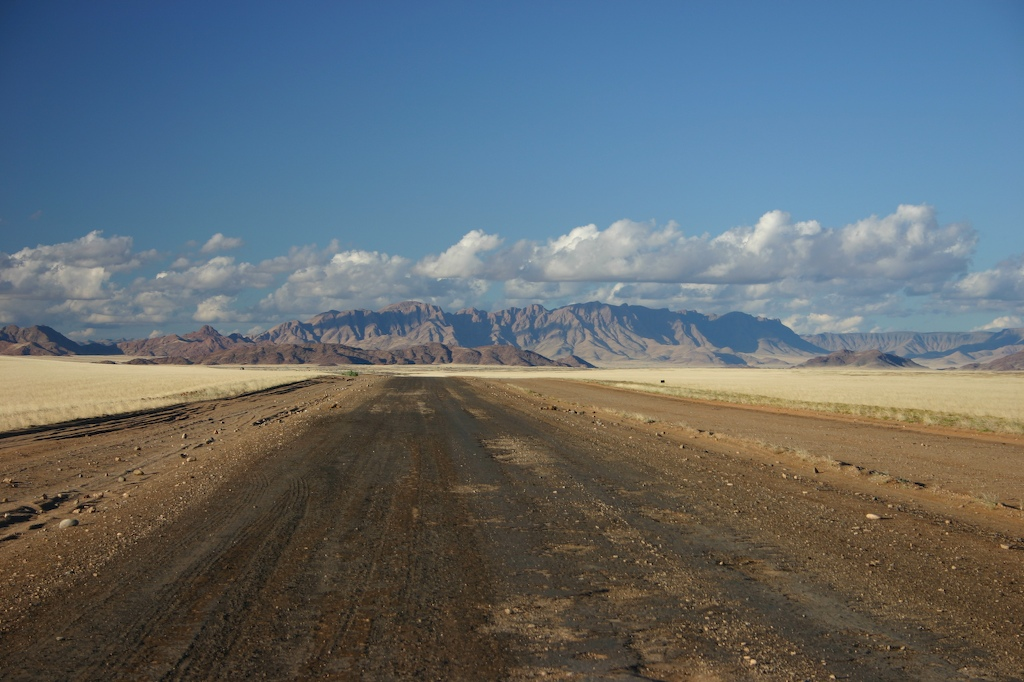
Naukluftberge, von der Siedlung Sesriem aus gesehen

Das Nama-Vorlandbecken erstreckt sich in Nord-Süd-Richtung etwa von der Siedlung Klein Aub in der namibischen Region Hardap nördlich der Naukluftberge bis zum Fischfluss-Canyon im Süden von Namibia über eine Länge von ca. 450 km.
Nördlich und nordwestlich werden die Ablagerungen in diesem Sedimentbecken durch die zutage tretenden 1.800 my alten Einheiten des Rehoboth-Inlier begrenzt. Südwestlich und südlich schließen sich Ausläufer des 1.300 mya alten Namaqua Metamorphic Complex an, der auch das Grundgebirge des Gariep-Gürtels bildet und an den das Nama-Vorlandbecken mit einem kleinen Bereich hinein reicht. Östlich sind die Nama-Sedimente von jüngeren Ablagerungen der Kalahari überdeckt, die der Karoo-Supergruppe zugeordnet werden und sich ab 300 mya entwickelten. Die größte Breite beträgt ca. 200 km.

## Geodynamischer Rahmen
Um 900 mya hatte sich der Superkontinent Rodinia gebildet. Die Kratone Kongo-São-Francisco-Kraton (abgekürzt Kongo-SF), der Kalahari und der Río-de-la-Plata-Kraton waren miteinander verbunden.
Im Zeitraum von 780 bis 740 mya entstanden von den Superplume-Ereignissen initiierte intra-kontinentale Grabenbrüche (engl. Rifts) entlang eines Triple Junction (Tripelpunkt) zwischen den Kratonen Kongo-SF und Kalahari sowie dem Río de la Plata-Kraton. Die Kratone lösten sich voneinander. Zwischen den „afrikanischen“ Landmassen einerseits und der „südamerikanischen“ Kontinentalscholle andererseits bildete sich der Adamastor-Ozean aus. In den sich spreizenden Grabenbruch zwischen dem Kraton Kongo-SF und dem Kalahari-Kraton drang Wasser des Adamastor-Ozeans ein und bildete das Khomas-Meer.
Ab 655 mya folgte auf die Divergenz- die Konvergenzphase zwischen den Kratonen Kongo-SF und Kalahari. Die Damara- und Gariep-Gürtel entwickelten sich. Auch subduzierte der Kalahari-Kratons teilweise und den Kraton Kongo-SF. Durch die Auflast dieses Kontinentalblocks senkte sich im Bereich der Subduktionszone ein Krustenabschnitt des Kalahari-Kraton ab und bildete somit eine Lithosphärensenke. Daraus entstand das Nama-Vorlandbecken, das dementsprechend als Peripheres Vorlandbecken (engl. Peripheral foreland basin) klassifiziert ist. Das Alter wird mit ungefähr 600 mya angenommen.
In der Folge nahm des Nama-Vorlandbecken mächtige Sedimenteablagerungen aus den erodierenden umgebenden Gebirgen auf; mit diesem Bezug ist es zum Sedimentbecken geworden. Es ist geologisch untergliedert durch eine in West-Ost-Richtung verlaufende Aufwölbung des Grundgebirges in das nördliche Zaris-Becken und das südliche Witputs-Becken. Das Nama-Vorlandbecken geriet unter relativ seichte Meerwasser-Überdeckung, die mehrfach zwischen Transgressionen, dem Anstieg des Meeresspiegels, und Regressionen, dem Rückweichen des Meeresspiegels, schwankte.
Während der Subduktion des Kalahari-Kratons wurden die im nördlichen Bereich des Nama-Vorlandbecken bereits abgelagerten Sedimente durch den Naukluft Nappe Complex bis 520 mya überfahren. Die Subduktion bewirkte die Abscherung des Complexes vom Untergrund und Überschiebung über die Sedimente. Er bildet somit eine allochthone, vom Bildungsort etwa 80 km weit verschobene tektonische Decke.

## Geologische Stockwerke

### Kratonisches Grundgebirge
Das Nama-Vorlandbecken lagert im nördlichen Bereich auf der 1.200 my alten Sinclair-Sequenz des Rehoboth-Inlier. Dieser Inlier ist benannt nach der Stadt Rehoboth in der Region Hardap und kann als Krustenblock verstanden werden, der sich an den nordwestlichen Rand vom Kalahari-Kraton als Akkretionskeil anlagerte. Der südliche Bereich des Nama-Vorlandbeckens basiert auf dem ähnlich alten Namaqua Metamorphic Complex, der auch Namaqua-Natal Belt bezeichnet wird. Diese Grundgebirgseinheiten entstanden während der Kibarischen Orogenese (engl. Kibaran Orogeny), die zur Bildung des Superkontinents Rodinia führte.

### Sedimentäre Nama-Gruppe
Die Gesamtheit der Sedimente im Nama-Vorlandbecken wird als Nama-Gruppe bezeichnet, die lithostratigraphisch in die Kuibis-Untergruppe, die Schwarzrand-Untergruppe und die Fish River-Untergruppe unterteilt ist. Diese gliedern sich in Formationen und in diverse weitere Unterteilungen. Sie lagerten sich in einem Zeitraum von 570 bis 510 mya ab.
Die zuunterst abgeschiedenen Sedimente entstammen direkt vom Kalahari-Kraton. Die späteren Ablagerungen stammen von Liefergebieten der erodierenden Gebirge der Damara- und Gariep-Gürtel.
Die beiden untersten Nama-Untergruppen entwickelten sich in ufernahen Zonen bis zu tieferen Bereichen außerhalb der Brandungszone bzw. unterhalb der Wellenbasis (engl. Wave base). Die Sedimentationsphasen fanden in einem mehrfach wechselnden Regime von seewärtigem Zurückweichen der Küstenlinie bzw. Meeresspiegelrückgang und landseitigem Vorrücken der Küstenlinie bzw. Meeresspiegelvorrücken statt. Die oberste Untergruppe bildet Schwemmböden bis hin zu seichten marinen Molassen, die vom Abtragungsschutt der erodierten Damara-Orogene stammen.
Den Ablagerungsmilieus können folgende Zonen zugeordnet werden:
- ufernaher Bereich bzw. Küstenfront mit Gezeiteneinwirkungen bzw. von der mittleren Schönwetter-Wellenbasis bis zum mittleren Niedrigwasserbereich,
- küstennahe Zone zwischen mittlerer Schönwetter-Wellenbasis bis zum mittleren Hochwasserniveau,
- mittlere Küstenzone oder Übergangszone zwischen mittlerer Schönwetter- und mittlerer Sturm-Wellenbasis,
- untere Küstenzone ab mittlerer Sturm-Wellenbasis und darunter.

Die Wellenbasis ist der Bereich, in dem die Wellen erstmals den Boden berühren und zur Verlagerung oder Veränderung von Oberflächen der Sedimente führen können.

#### Kuibis-Untergruppe
Die basale Kuibis-Untergruppe sedimentierte direkt an der östlichen Flanke des Rehoboot-Inlier im südlichen und nördlichen Nama-Teilbecken. Sie ist gekennzeichnet durch eine Sandstein- und eine Carbonat-dominierte Formation.
- In der tiefsten Zone des südlichen Witputs-Beckens lagert die von Sandsteinen geprägte Dabis-Formation mit einer Mächtigkeit von etwa 200 m. Die unterste Lage besteht aus groben, flach abgelagerten Sandsteinen, die kleine Wellenrippel und Trockenrisse aufweisen. Daraus wird auf ein Entstehungsmilieu in einer ufernahen Wattzone mit Gezeiteneinwirkungen geschlossen. Darüber folgt eine Carbonatsequenz mit unregelmäßig laminierte Lagen aus feinkörnigen Dolomitsteinen und Kalksteinen. Dessen Lagen wurden überwiegend in seichten, von Wellen beeinflussten Küstenmilieus abgelagert. Es folgt eine dicke Lage aus schräggeschichteten mittelgroben Sandsteinen, die sich in von Gezeiten beeinflussten oberen Ufer- oder Flussdelta-Millieus ablagerten. Sie breitete sich bei Meeresspiegeltiefstand über die dortige Carbonatsequenz aus und blieb weitgehend während des landseitigen Vorrückens der Küstenlinie erhalten. Die oberste, geringmächtige Lage ist wieder von Carbonaten geprägt und besteht aus relativ dünn geschichteten Kalksteinen, in der unregelmäßig geformte Brekzien enthalten sind. Die abgestuften Schichten und Rippelmarken deuten auf ein sturmbeeinflusstes Ablagerungsmilieu in mittleren bis tieferen Küstenzonen hin.

- Im nördlichen Zaris-Becken schied sich die Carbonat-dominierte Zaris-Formation ab. Durch die Abstufung vom Seichtwassermilieu im Süden hin zu tieferen Meereszonen im Norden des Teilbeckens nimmt die Sedimentmächtigkeit auf etwa 500 m zu. Die Schichtenfolge beginnt mit einer dünnen Lage aus groben Sandsteinen und Grundgebirgs-Gesteinsfragmenten direkt auf dem kratonischen Grundgebirge. Sie wurde während großräumiger Transgression dort abgelagert. Es folgt eine massive Lage aus schräggeschichteten Kalk-Siliten, die in Küstenzonen ab mittlerer Sturm-Wellenbasis entstand (engl. Hummocky cross-stratification) (siehe auch → Schichtung). Es folgt eine Lage aus schräggeschichteten, relativ feinkörnigen Carbonaten (engl. Grainstone) (siehe auch → Dunham-Klassifikation). Darüber entwickelten sich Biofilm-Strukturen aus Thrombolithen (engl. Thrombolite) und Stromatolithen mit photosynthetisierenden Cyanobakterien. Diese Lagen entstanden während Meeresspiegelhochstand einer Transgression in seichten, oberhalb der Schönwetter-Wellenbasis befindlichen Küstenzonen. Eine weitere Lage aus sehr feinkörnigen Tonsteinen bzw. Schlamm und Kalksteinen und anderen Bestandteilen (engl. Heterolithic bedding) trennt erneut abgelagerte thrombolithische und stromatolithische Strukturen. Um 549 mya lagerten sich vulkanische Aschen direkt oberhalb dieser Strukturen ab; damit ist das Alter dieser Gebilde bestimmt. Die obersten Lagen bilden wiederum eine Carbonat-Sequenz aus dünn geschichteten Kalksteinen, sehr feinkörnigen Tonsteinen sowie eingebettete Kalk-Silite und Kalk-Arenite. Diese zeigen Schrägschichtungen und große sturminduzierte Rippelmarken, die in mittleren Küstenzonen entstanden und sowohl transgressiven als auch regressiven Einflüssen unterlagen.

#### Schwarzrand-Untergruppe
Die Schwarzrand-Untergruppe überlagert die Kuibis-Untergruppe gleichförmig. Sie sedimentierte nur im südlichen Witputs-Becken und erreicht eine Mächtigkeit von etwa 1,2 km, wo sie westlich an die Kuibis-Untergruppe angrenzt.
- Die basale Nudaus-Formation besteht überwiegend aus feinen bis sehr feinkörnigen siliziklastischen Schluffsteinen und Tonsteinen sowie Sandsteinen. Sie wurde in von Gezeiten und Flussmündungen beeinflussten Küstenbereichen abgelagert.

- Darüber folgt die Urusis-Formation, die eine mächtigen Karbonatplattform bildet. Sie verzahnt sich im oberen Bereich mit der Nomtsas-Formation. In ihnen sind Zyklen enthalten, die Kalk-Silite Kalk-Arenite und feinkörnige Grainstones sowie thrombolithische und stromatolithische Riffstrukturen enthalten. Sie entwickelten sich in Seichtwasserzonen oberhalb der Schönwetter-Wellenbasis, wobei die Riffkegel den damaligen Meeresspiegelhochstand dokumentieren. Sie sind umgeben von grünen Schluffsteinen und Tonsteinen. Darüber folgt eine Carbonatsequenz aus dünn geschichteten Kalk-Siliten mit lokalen Thrombolith- und Stromatolith-Gebilden, deren Alter von 545 mya anhand vulkanische Ascheablagerungen bestimmt werden konnte. Die Sedimentationen erfolgten in unteren, niedrig energetisch beeinflussten Küstenzonen, nahe der Sturm-Wellenbasis. Weitere vulkanische Aschen lagerten sich 543 und 539 mya ab.

Weitere Informationen zu den thrombolithischen und stromatolithischen Gebilden siehe unter → Evolutionäre Entwicklungen.

#### Fish River-Untergruppe
Die Fish River-Untergruppe bildet die oberste und östlichste Ablagerungssequenz. Sie überdeckt die Schwarzrand Untergruppe unregelmäßig. Die Gesteine der Fish River-Untergruppe können als Molassen bzw. Abtragungsschutt der erodierenden Orogene des Damara-Gürtels angesehen werden. Das Alter dieser Sedimente und Sedimentgesteine überspannt einen Zeitraum von etwa 570 bis 500 mya. Die anfängliche Ablagerung erfolgte im Khomas-Meer. Nach dessen Subduktion unter den Kraton Kongo-SF zwischen 550 und 520 mya fanden Fließgewässer-Transporte in das Nama-Vorlandbecken statt, wo Schwemmböden in mehreren Formationen abgelagert wurden. Aus dem Fehlen von Großgeröllen wird geschlossen, dass Konglomerate und konglomerate Sandsteine aus distalen, weit entfernte Liefergebiete stammen.
- Die basale Stockdale-Formation besteht in der untersten Bank überwiegend aus Konglomeraten, die sich zu Geröllen entwickelt haben. Sie haben sich in mehreren Horizonten abgelagert. Häufig sind Quarz, Feldspat, Lydit bzw. Radiolarit und Tongerölle vertreten. Charakteristisch für die Konglomarate ist roter Jaspis. Zwischen den Horizonten sind grau-grüne bis rot-braun-violett gefärbte Schichten aus Schluff und Ton eingebettet. Aus stark gerundeten Geröll-Steinen, die selten größer als 2 cm sind, sowie stellenweise vorhandene Schrägschichtungen in den Horizonten, wird auf einen fluviatilen Fließgewässer-Transport von weit entfernten, distalen Liefergebieten geschlossen. Die mit weniger als 1,3 m relativ flachen Horizonte verzweigen sich oft innerhalb mit einer Länge bis zu 30 m. Dies deutet auf Verfüllungen von Fließgewässerrinnen hin. Auf den Konglomerathorizonten lagern regional unterschiedliche Sedimente. Es sind violett-graue, arkosige schrägeschichtete Sandsteine, in denen schluffige und tonige Zwischenlagen sowie Tongerölle eingeschaltet sind. Die Sandsteine bilden Linsen von mehr als 20 m Länge. Eine andere Lokalität ist gekennzeichnet durch grüne, feine manganhaltige Schlufflagen, die sich mit grünen Tonstein-Schichten abwechseln. Beide werden überlagert durch mächtige schräggeschichtete violette Arkosen.

- In der nächsten Breckhorn-Formation herrschen violett-graue quarzitische Sandsteine mit örtlichen Glimmeranreicherungen vor.

- Darüber folgt die Nababis-Formation aus überwiegend rotbraunen Schluffsteinen mit Glimmeranreicherungen, die Tonsteingerölle enthalten. Sie bilden wenige, relativ geringmächtige Lagen und werden durch tonige Schichten getrennt. Diese Sequenz wird überlagert von rotbraunen Sandsteinen mit ebenfalls tonigen Zwischenlagen, die örtlich Schrägschichtungen zeigen. Stellenweisen kommen rote Schluffsteine und Sandsteine vor, die von geröllführenden Tonsteinen unterlagert werden.

- Die oberste Groß Aub-Formation besteht zuunterst aus feingeschichteten Lagen grüner bis grauer Schluffsteine und Feinsandsteine mit typischer grüner und roter Feinbänderung und Glimmeranreicherungen. In diesen schräggeschichteten Lagen sind zum Teil Tonsteingerölle mit einer Korngrößenverteilung enthalten. Es folgen rotbraune, schrägeschichtete Sandsteinablagerungen, die nur wenige Schluffstein-/Tonstein-Zwischenlagen enthalten. Lokal treten glimmerreiche Schluffstein- und Sandsteinschichten mit großen Rippelfeldern auf oder graue, glimmerreiche, dünnlagige Quarzite und rote glimmerarme Sandsteine auf, die schräggeschichtet sind und von roten Tonsteinen überlagert werden.

## Evolutionäre Entwicklungen
In der sedimentären Nama-Gruppe entwickelte sich während des Ediacariums (635 bis 541 mya) die bedeutende Nama-Fossilgemeinschaft (Nama-Gemeinschaft), deren typische Vertreter auch in Süd-China, British Columbia, Kanada und der Mojave-Wüste von Nordamerika gefunden wurden.

### Biogene Sedimentgesteine
In den Kuibis- und Schwarzrand-Untergruppen haben sich in einigen Karbonatplattformen thrombolithtische (engl. Thrombolite) und stromatolithische biogene Gebilde entwickelt. Thrombolithe bilden intern geklumpte Mikroorganismen, nicht geschichtete Strukturen, während Stromatolithe intern meist geschichtet aufgebaut sind. Beide basieren auf Biofilmen, meist aus Cyanobakterien, und zwischengelagerten, bindenden Sedimentpartikeln. Stromatolithe und Thrombolithe können Photosynthese betreiben.
In der Kuibis-Untergruppe entwickelten sich zwei Thrombolith-/Stromatoloth-Biofilme im nördlichen Zaris-Becken. Für die obere Biofilm-Struktur, die etwa in der Mitte des Sedimentpakets liegt, wurde ein Alter von rund 549 mya mittels der Isotopengeochemie von vulkanische Aschen bestimmt. Die Schwarzrand-Untergruppe enthält Riffgebilde, deren Alter mit 545 mya auch anhand von vulkanischen Ascheablagerungen bestimmt wurde.
Die thrombolithtischen und stromatolithischen Gebilde formen laterale, zusammenhängende Biofilme, isolierte Fleckenriffe (engl. Patch Reefs) oder isolierte Kegelriffe (engl. Pinnacle Reefs). Patch Reefs bilden meist kleine, zwischen 3 und 6 m hohe und 5 bis 50 m durchmessende Riffbauten mit säulen- oder pilzförmigem Umriss. Pinnacle Reefs erreichen Abmessungen von einem Meter bis zu mehreren Kilometern. In den meisten Fällen entwickelten sich die Riffe während Meereshochstand (engl. Highstand Systems Tract (HST)) (siehe → Sequenzstratigraphie). Beide biogene Strukturen sind eng mit den ersten auftauchenden verkalkten Metazoen assoziiert. Diese lebten möglicherweise zusammenhängend als Kolonien oder geschützt in Vertiefungen der Biofilme oder Riffe.
Die überlagernde Fish River-Untergruppe enthält bedeutende Spurenfossilien, einschließlich des bekannten Treptichnus pedum. Es wird als das früheste weit verbreitete, dreidimensionale komplexe Spurenfossil angesehen. Die Funde liegen entweder in Sedimentschichten, die noch Ediacarafaunen enthalten oder Schichten unmittelbar darüber. Treptichnus pedum definiert somit den Beginn des Kambriums.

### Körper- und Spurenfossilien

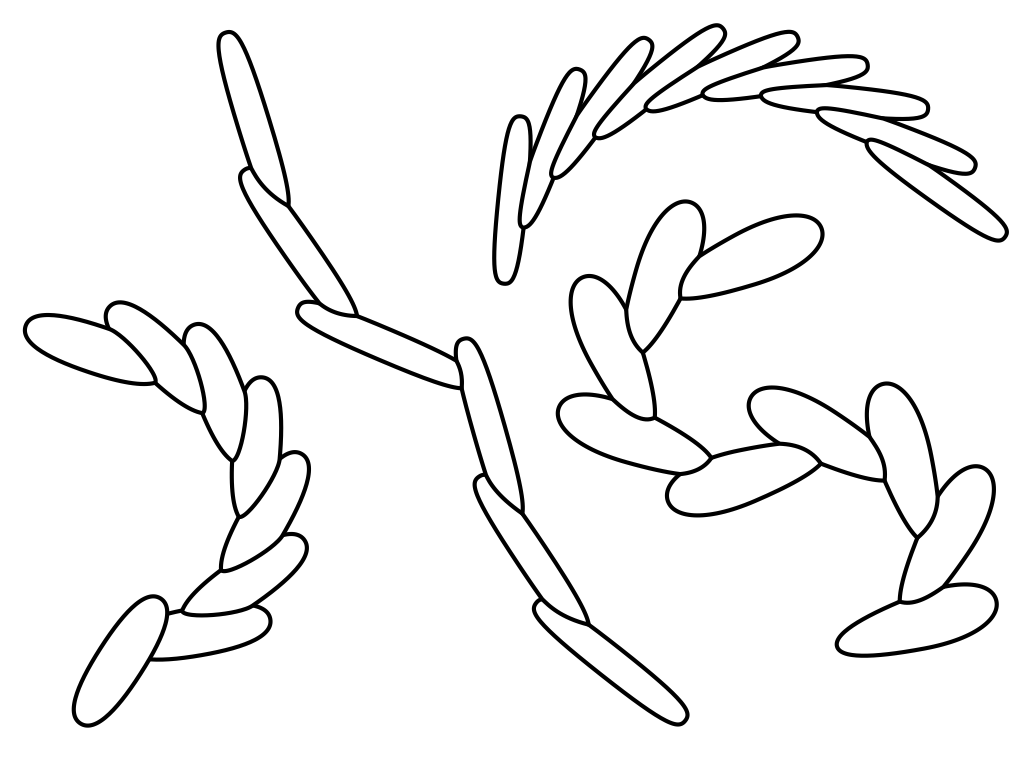
Schemata von Trichophycus-pedum-Fress-Bewegungsspuren
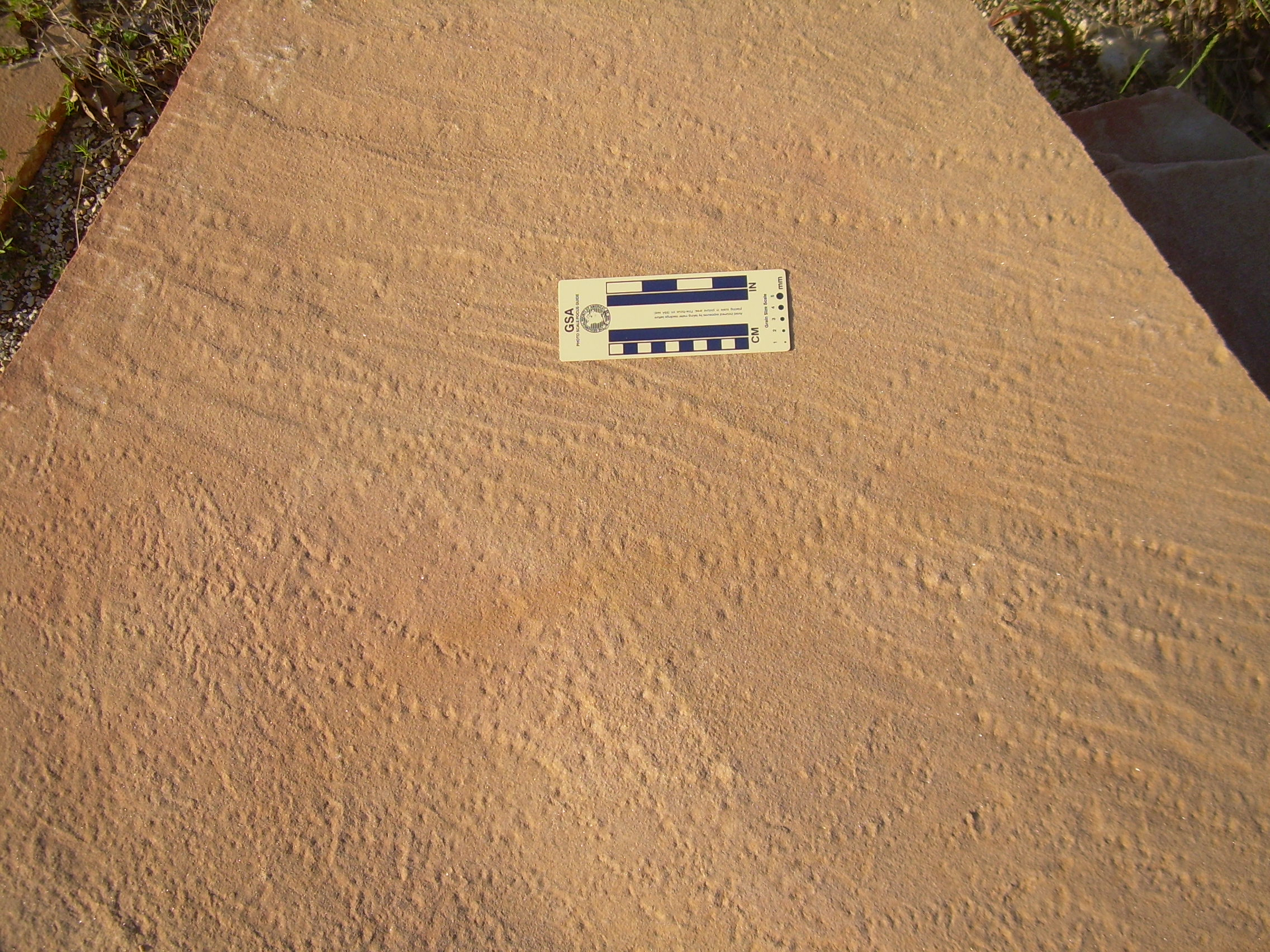
Bewegungsspuren von Diplichnites
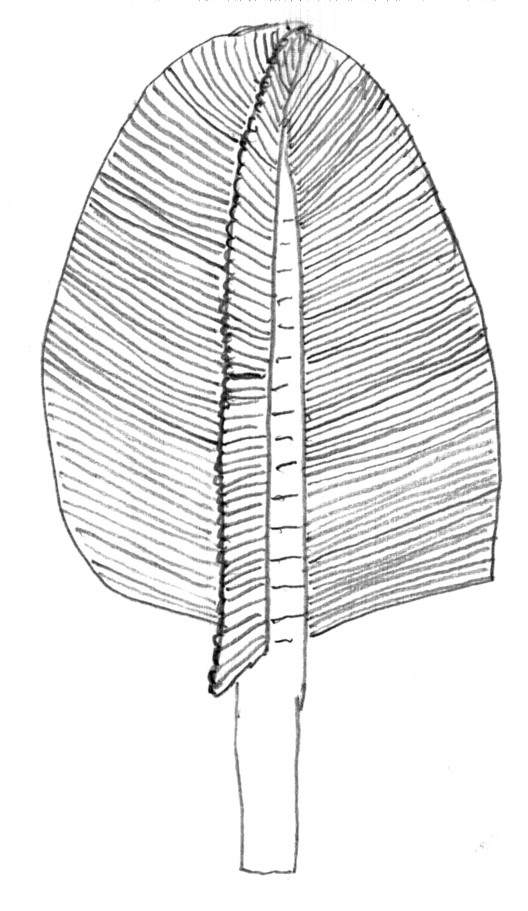
Rekonstruktion von Swartpuntia
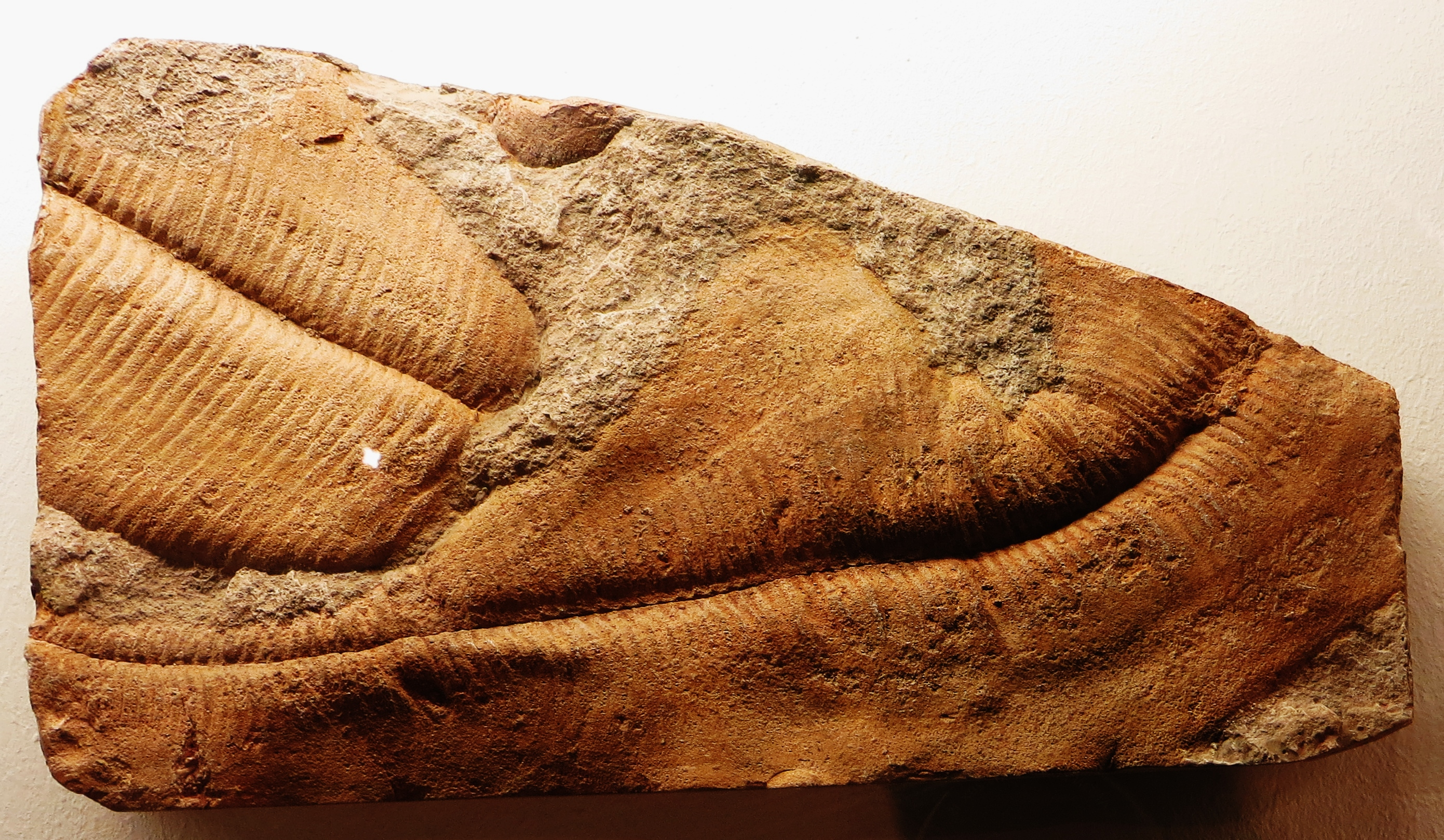
Pteridinium-simplex-Fossil
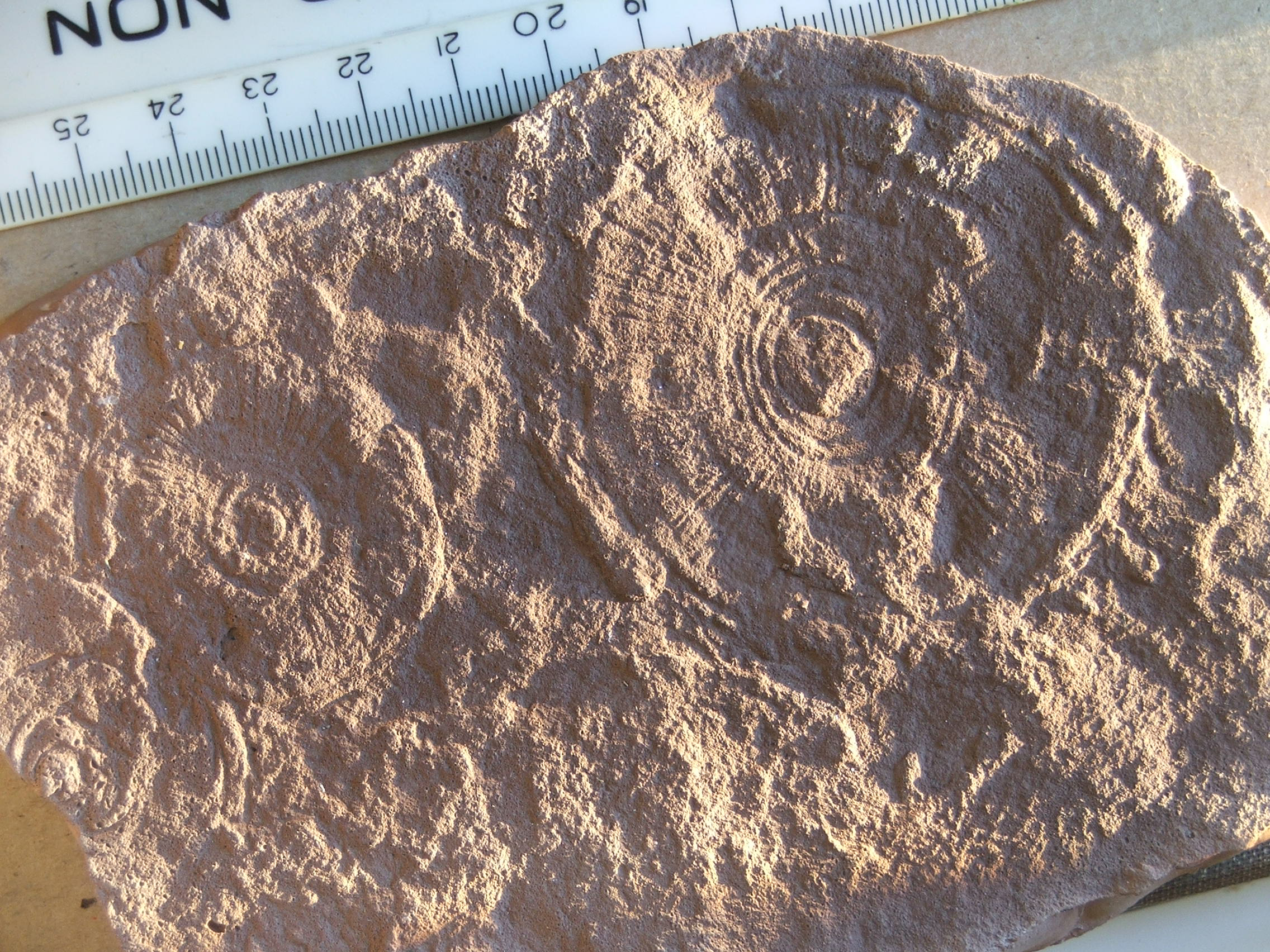
Aspidella-Fossilabdruck
Rekonstruktion von Cloudina
Rekonstruktion von Namacalathus

In Nama-Sedimenten hat sich eine Vielzahl von Körperfossilien erhalten. Bei denen handelt es sich überwiegend um sehr primitive Vielzellige Tiere, deren Zugehörigkeit zu später lebenden Formen nicht oder nur schwerlich möglich ist. Typische Taxa sind die farnwedelartige (frondomorphe) Swartpuntia, Ernietta, die skeletttragenden Pteridinium, Aspidella, Cloudina und Namacalathus sowie die Spurenfossilien Trichophycus pedum und Diplichnites.
Die Vertreter der Ediacara-Fauna sind im nachfolgenden Kambrium (541 bis 485,4 mya) nicht mehr vorhanden. Als Ursache des Aussterbens wird der Einfluss der moderneren Fauna angenommen. Während der Kambrischen Explosion entwickelten sich fast alle Vertreter der heutigen Tierstämme. Die grundlegenden Körperbaupläne vieler mehrzelliger Tiergruppen, die sich seitdem entwickelten, sind erstmals eindeutig überliefert.